# Dvě slova jako klíč
Dvě slova jako klíč je český celovečerní hraný film režiséra Dana Svátka z roku 2023 natočený jako volné pokračování snímku Úsměvy smutných mužů z roku 2018. Literární předlohou dramatu o rodinných vztazích, životních hodnotách, osudu a neznámých silách, které řídí naše kroky, je stejnojmenná kniha Josefa Formánka vydaná v roce 2016. Film vstoupí do kin 27. července 2023.

## Děj
Film sleduje osudy různých lidí na několika kontinentech, jejichž příběhy se postupně prolínají a nakonec se spojí v jeden. Každý z protagonistů čelí zásadní životní změně a jejich jednání ovlivňuje osudy ostatních hrdinů.
Japonský podnikatel se pokouší o usmíření se svou dcerou, kterou v raném věku opustil, a vydává se s ní na cestu do Himálají. Svobodná česká matka obdrží záhadný dopis obsahující zásadní zprávu. Malíř, který se zotavuje ze závislosti na alkoholu, potká krásnou ženu a získá tak nečekanou šanci na rodinný život. Spisovatel a jeho přítel, již oba čelí vlastním vnitřním démonům, se vypraví do indonéské džungle. Kněze v americkém New Yorku pronásledují zvláštní sny a starý muž žijící o samotě na břehu Baltského moře očekává návštěvu syna.